# Waterworld
Waterworld är en amerikansk postapokalyptisk actionfilm från 1995 i regi av Kevin Reynolds med bland andra Kevin Costner, Dennis Hopper, Jeanne Tripplehorn och Tina Majorino i rollerna. Den hade biopremiär i USA den 28 juli 1995.

## Handling
I en postapokalyptisk framtid, där Jordens polarisar smält, täcker vatten nästan hela planeten och de få människor som finns kvar bor på atoller och förfallna båtar. Där försöker de leva sitt liv och försvara sig mot så kallade smokers, pirater som dödar allt i sin väg och röker cigaretter. En sjöman (Kevin Costner) räddar av en slump en kvinna och en flicka efter att en atoll han besökt blivit attackerad av smokers. Sjömannen upptäcker att flickan har en mycket speciell tatuering som leder dem till ett äventyr.

## Rollista (i urval)
- Kevin Costner - Mariner
- Dennis Hopper - Deacon
- Jeanne Tripplehorn - Helen
- Tina Majorino - Enola
- Michael Jeter - Gregor
- Jack Black - Pilot

## Produktion
Det kostade 175 miljoner dollar att spela in filmen, och det var då (1995) den dyraste film som någonsin spelats in. Det var avsevärt mer kostsamt än vad som ursprungligen var budgeterat. Filmen intog förstaplatsen på biotoppen i USA, men drog sammanlagt in drygt $88 miljoner, och betraktades således som en flopp i förhållande till sin höga budget. Den gick dock betydligt bättre internationellt, och drog in ytterligare nära $176 miljoner.
Oljetankern Exxon Valdez, som gick på grund utanför Alaskas kust i mars 1989, dyker upp i en cameo-sekvens i filmen.

## Extended Edition
Det finns en Extended Edition till Waterworld och den visar fler scener än tidigare och är 177 minuter lång (50 minuter längre).

### Fotnoter
1. ↑  Christian Ploog (21 december 2012). ”Så här går jorden under på film”. Aftonbladet. http://www.aftonbladet.se/nojesbladet/film/article15968368.ab. Läst 21 augusti 2016.
2. ↑  ”Waterworld” (på engelska). Box Office Mojo. 28 juli 1995. http://www.boxofficemojo.com/movies/?id=waterworld.htm. Läst 29 augusti 2016.